# Franz Tank

Franz Tank (1940)

Franz Tank (* 6. März 1890 in Hottingen; † 22. April 1981 in Zürich) war ein Schweizer Physiker.

## Leben
Tank studierte von 1908 bis 1912 Physik und Mathematik an der ETH Zürich und wurde 1915 an der Universität Zürich promoviert und 1918 habilitiert. Von 1922 bis 1960 war er ordentlicher Professor für Physik und Mathematik an der ETH Zürich, ab 1934 auch für Hochfrequenztechnik. Von 1943 bis 1947 stand er der ETH Zürich als Rektor vor.
Tank forschte auf dem Gebiet der Funktechnik. Es entstand eine Zusammenarbeit mit der Brown, Boveri & Cie. (BBC, heute ABB), wo der Physiker Fritz Lüdi auf dem Gebiet der Höchstfrequenz-Elektronenröhren forschte und neue Magnetrone als Senderöhren erfand. Rudolf Schüpbach wurde bei Tank auf dem Gebiet des Richtstrahls promoviert und setzte seine Kenntnisse bei BBC zur Entwicklung erster Schweizer Richtfunkverbindungen ein. Schüpbach wurde später Direktor des neu entstandenen BBC-Geschäftsbereichs Elektronik.
Von 1952 bis 1956 war er Präsident des Schweizerischen Elektrotechnischen Vereins. 1953 wurde er von der ETH Lausanne mit einem Ehrendoktorat ausgezeichnet.